# うなぎ書房
有限会社 うなぎ書房（うなぎしょぼう）は、平成期に東京都世田谷区代田に存在した日本の出版社。落語分野の書籍の刊行が多い。
社名の由来は「うなぎの寝床」から。創業者は「うなぎのぼりを当て込んで」とも述べている。
設立以来、社名を勘違いされ、米のセールスや出前の注文があった。

## 沿革
1998年に立風書房の編集者だった稲見茂久（ - 2023年12月）が設立。稲見は大学卒業後学研に入社。系列の立風書房に出向後『続 米朝上方落語選』（1974年）などの演芸書籍の編集に携わった。
1998年10月29日に応援する有志が、アルカディア市ヶ谷（私学会館）で壮行会「囲む会」を開いている。
2005年、稲見は「寄席文化に著しく貢献した」として、第10回林家彦六賞特別賞を受賞している。
2017年に登記簿閉鎖。

## 刊行物
- 『落語家柳昇の寄席は毎日休みなし』（春風亭柳昇、1999年7月）ISBN  9784901174008
- 『老いの居場所 - 時には死んだふり』（式田和子、1999年7月）ISBN 9784901174015
- 『志ん生の忘れ物』（小島貞二、1999年12月）ISBN  9784901174022
- 『師匠の懐中時計』（林家正雀、2000年3月）ISBN 4901174037
- 『父ちゃんは二代目紙切り正楽』（桂小南治（文）、林家二楽（絵）2000年4月）ISBN  9784901174046
- 『相手を不幸にしない会話 - ユーモア・ショートショート40』（村瀬継弥、2000年10月）ISBN  9784901174060
- 『落語家米丸 笑いの引き出し』（桂米丸、2000年12月）ISBN 9784901174053
- 『背中の志ん生 - 落語家圓菊』（古今亭円菊、2001年5月）ISBN 9784901174077
- 『ペンギン日和 - 銀の輔町を行く』[6]（高野ひろし、2001年8月）ISBN 9784901174084
- 『十代文治 噺家のかたち』（桂文治（10代）（著）、太田博（編）、2001年12月）ISBN 9784901174091
- 『歳のとりかた』（式田和子（著）式田恭子（編）、2002年4月）ISBN 9784901174107
- 『ヨイショ志ん駒一代 - 志ん生最後の弟子』（古今亭志ん駒、2002年10月）ISBN 9784901174114
- 『寄席おもしろ帖』（長井好弘（文）・林家正楽（紙切り）、2003年4月）ISBN 9784901174121
- 『こんな落語家がいた - 戦中・戦後の演芸視』（小島貞二、2003年8月）ISBN 9784901174138
- 『師匠の懐中時計（増補）』（林家正雀、2003年9月）ISBN 9784901174145
- 『志ん生を撮った！ - 元祖寄席カメラマン秘話』（金子桂三、2004年3月）ISBN 9784901174152
- 『バカの中身 - 木久蔵一代』（林家木久蔵（初代）、2004年6月）ISBN 9784901174169
- 『寄席おもしろ帖 第2集（おかわりッ）』（長井好弘、2004年11月）ISBN  9784901174176
- 『最後の噺家 こだわり文治の泣きどころ』（中島英雄[7]、2005年2月）ISBN  9784901174183
- 『落語見取り図 - 笑いの誕生・職人ばなし』（関厚生、2005年7月）ISBN 9784901174190
- 『不死身の落語家（はなしか）』（春風亭柳桜、2005年12月）ISBN 9784901174206
- 『極上歌丸ばなし』（桂歌丸(著）山本進（編）、2006年6月）[8]ISBN 9784901174213
- 『ぜいたくな落語家（はなしか）-　六代目小さん』（柳家小さん（6代目）（著）、大野善弘（編)、2006年9月）ISBN 9784901174220
- 『噺家渡世 - 扇橋百景』（入船亭扇橋（著）、長井好弘（編）、2007年7月）ISBN 9784901174237
- 『談志狂時代 - 落語家談幸七番勝負』（立川談幸、2008年2月）ISBN  9784901174244
- 『落語家柳昇の寄席は毎日休みなし(新装改訂版）』（春風亭柳昇、2008年7月）ISBN 9784901174251
- 『談志狂時代 <2>』（立川談幸、2009年1月）ISBN  9784901174268
- 『月ば撃つぞ！ - 落語家歌之介がゆく』（三遊亭歌之介、2009年7月）ISBN 9784901174275
- 『落語家の値打ち』（金原亭馬生（11代目）、2010年10月）ISBN 9784901174282
- 『おやっさん - 師匠松鶴と私』（笑福亭松喬（6代目）、2011年7月）ISBN  9784901174299
- 『談志の忘れもの - 落語立川流噺』（立川談幸、2012年11月）ISBN 9784901174312
- 『彦六覚え帖 - 稲荷町の師匠没後三〇年」（林家正雀、2012年7月）ISBN  9784901174305

## 所在地
東京都世田谷区代田三丁目21-20。創業時は、事務所は東京都港区にあった。